# Vestalaria venusta
Vestalaria venusta là loài chuồn chuồn trong họ Calopterygidae. Loài này được Hämäläinen mô tả khoa học đầu tiên năm 2004.